# Lenz (Schneider)
Lenz ist eine Erzählung von Peter Schneider, die 1973 im Rotbuch Verlag erschien.
Die Erzählung bezieht sich insofern auf den Dichter Jakob Michael Reinhold Lenz (wie er vor allem durch die Novelle Lenz  von Georg Büchner bis in die Gegenwart präsent blieb), als auch in ihr  die Schwierigkeiten eines jungen Intellektuellen beschrieben werden, der sich in der Auseinandersetzung mit sich, seinen Beziehungen und seiner Zeit befindet.

## Inhalt
Lenz, ein Ende der 1960er Jahre in Berlin lebender junger Intellektueller und Schriftsteller, ist Mitglied diverser linker politischer Gruppen und Arbeitszirkel und nimmt an deren Diskussionen teil. Um der Arbeiterklasse näher zu sein, sie besser verstehen und agitieren zu können, arbeitet er in einem Betrieb als Arbeiter. Gleichzeitig aber leidet er unter der Trennung von seiner ehemaligen Freundin. Mehr und mehr werden ihm die politischen Stereotypen im Reden, Handeln und im Umgang miteinander innerhalb seiner Gruppe fragwürdig. Sein Blick richtet sich nach innen und wird, dem Zeitgeist widersprechend, subjektiv.
Um Abstand zu gewinnen, reist er nach Rom, wo er Freunde hat und sich längere Zeit aufhält. Die Art der Italiener im persönlichen, aber auch politischen Umgang miteinander, liegt ihm näher als die der Deutschen. Er beginnt, auch in Italien politisch aktiv zu werden. Schließlich wird er verhaftet und nach Deutschland abgeschoben. In Berlin wieder angekommen, wird ihm deutlich, dass hier der richtige Ort für ihn ist. Der letzte Satz der Erzählung lautet: „Was Lenz denn jetzt tun wolle. ‚Dableiben‘, erwiderte Lenz.“

## Thematik
Das Buch erreichte eine hohe Auflage und Aufmerksamkeit in der Öffentlichkeit, da es damals erstmals innerhalb der linken zeitgenössischen Diskussion den Standpunkt des Subjekts gegenüber den historischen und sozialpolitischen Gegebenheiten und deren politisch-ökonomischer Analyse herausstellte.
Im Klappentext der Originalausgabe heißt es dazu: „Peter Schneider erzählt Büchners gleichnamige Novelle neu: Die Geschichte eines jungen Intellektuellen, der Ende der 60er Jahre in hohem Tempo durch die Landschaft läuft, die Landschaft der Einkaufsstraßen, Fabrikhallen, Kneipen, der großen Städte und der kleinen Gruppen. Lenz stößt an emotionale Barrieren, die – bis in die linken Gruppen hinein – seinem Anspruch auf eine Dialektik von Hass und Glück, emotionalen und politischen Bedürfnissen im Weg stehen. ‚Lenz‘ handelt von den psychischen und politischen Unsicherheiten der linken Intelligenz – sie zeigt, dass Sensibilität und Radikalität durchaus vereinbar sind.“
Die Erzählung kann so auch als Wegbereiter einer neuen Innerlichkeit gesehen werden, wie sie dann in der Literatur der 70er und 80er Jahre, zum Beispiel bei Peter Handke, zum Vorschein kam.

## Ausgabe
Peter Schneider: Lenz, Rotbuch Verlag Berlin, 1973, ISBN 3-88022-004-2